# NGC 6559
NGC 6559 (другие обозначения — LBN 29, ESO 521-*N40) — эмиссионная туманность в созвездии Стрелец.
Этот объект входит в число перечисленных в оригинальной редакции «Нового общего каталога».